# Rita Atria

"Antes de combatir en la mafia debes hacerte un auto-examen de conciencia y luego, después de haber vencido a la mafia dentro de ti, puedes combatir a la mafia que hay en tu círculo de amistades, la mafia somos nosotros/as y nuestro modo equivocado de comportarnos. Borsellino, moriste por aquello en lo que creías, pero yo sin ti estoy muerta".

## Biografía
Hija de Vito Atria (1939-1985) y de Giovanna Canova (1939-2012), en 1985, a la edad de once años, Rita Atria pierde a su padre, pastor afiliado a Cosa Nostra, asesinado en una emboscada. Debido a la muerte de su padre, Rita se unió aún más a su hermano Nicola y a su cuñada de 18 años, Piera Aiello, que se había casado nueve días antes del homicidio de su suegro. De Nicola, también mafioso, Rita recoge las confidencias más íntimas sobre los asuntos y dinámicas de la mafia en Partanna. En junio de 1991, Nicola Atria es asesinado y su esposa, Piera Aiello, que estaba presente en el homicidio de su marido, denuncia a los dos asesinos y colabora con la policía.
En noviembre de 1991, con solo 17 años, decide seguir los pasos de su cuñada, buscando en la magistratura justicia por los homicidios. El primero que recoge sus revelaciones es el juez Paolo Borsellino (en aquella época procurador de Marsala), al cual se une como si de su padre se tratase. Las declaraciones de Rita y de Piera, junto con otros testimonios, permiten arrestar a numerosos mafiosos de Partanna, Sciacca y Marsala, e iniciar una pesquisa sobre el honorable democristiano Vincenzino Culicchia, treinta años alcalde de Partanna.
Una semana después de la masacre de la vía D'Amelio, en la cual pierde la vida el juez Borsellino, Rita se suicida en Roma, donde vivía en secreto, lanzándose del séptimo piso de un palacio de la vía Amelia número 23. Su hermana Anna se iría a continuación a vivir a Roma.
Rita Atria, para mucha gente, representa una heroína, por su capacidad de renunciar a todo, incluso al amor de su madre (que la repudió y que después de su muerte destruyó la lápida a martillazos) para perseguir un ideal de justicia a través de un itinerario de crecimiento interior que la llevará del deseo de venganza al deseo de una verdadera justicia. Rita (así como Piera Aiello) no era una arrepentida de la mafia: de hecho no había cometido nunca ningún delito del que pudiera arrepentirse. Correctamente se la refiere como testigo de justicia, figura que ha sido legislativamente reconocida con la ley 45 del 13 de febrero de 2001.
El almacén confiscado en Calendasco, en la provincia de Piacenza, inaugurado el 12 de mayo de 2018 con la presencia de Don Luigi Ciotti, lleva su nombre.

## Filmografía
- Non parlo più, dirigida por Vittorio Nevano - miniserie de televisión (1995).
- La siciliana ribelle, dirigida por Marco Amenta (2007). La película está libremente inspirada en Rita Atria, cuyo papel lo interpreta Veronica De Agostino. La película ha suscitado la reacción de Piera Aiello, que ha acusado el cineasta de intentos especulativos.[9]

## Teatro
- Il mio giudice de Maria Pia Daniele (1993) escrito en versos sueltos y en la forma de una tragedia clásica, narra el acontecimiento de Rita Atria, joven testigo de justicia de Paolo Borsellino, representada por la autora como la novela de Antígona. Se representa, bajo la dirección de la misma actriz, en el 2003, interpretada por Sara Bertelà.

- La pieza se representa también en el Festival internacional de Dramaturgia Bonner en el año 1994. La producción del Laboratorio Teatro Séptimo de 1993 estuvo bajo la dirección de Valter Malosti y la interpretación de Almerica Esclavo. Aparece en escena en ruso con la compañía del Teatro Estable de Kaliningrado (Tilsit, 1995).  El texto fue premiado en el Ugo Betti en el 1999. Realizado para la tele de Rai International con el título La ragazza infame, en colaboración con el Teatro Estable de Parma, dirigida por Gigi Del Ajo. Interpretada por Elisabetta Pozos, en el aire en Ámsterdam y en Australia (2000-2002) y propuesta por RadioTre para “Teatros sonoros” (Radios Rai, 2002). Il mio giudice se convierte también en ópera en Réquiem para Rita Atria con la música de Furio De Castre (Turín, Teatro Regio, 2008). En el décimo aniversario de la masacre de Capaci y de la masacre de la vía D'Amelio, así como de la muerte de Rita Atria, debuta como monólogo en la XXI edición de las Orestíadas de Gibellina, dirigida por la autora. El espectáculo es también transmitido en el programa de radio RadioTre Suite en el año 2002. El texto ha participado en numerosas revisiones entre las cuales Un palcoscenico delle donne, comisariada por Franco Cobre y Dario Fo (Milán, 1994), Teatros de la Legalidad (S. M. Capua Vetere, Teatro Garibaldi, 2008), Villas Vesuviane para las Celebraciones Leopardianas (Torre del Griego, Villa Ranieri, 2009), "La Sicilia de Paolo" comisariada por el Teatro Estable de Catania (T. Griego 2012). En el vigésimo niversario, con la dirección de Maria Pia Daniele, para la velada del Teatro de Roma en recuerdo de Falcone y Borsellino, y en India. Bajo los auspicios de Libera de Don Ciotti, es creado por G.A.D. de Pistoia (2014).
- Picciridda (2010): dirigida por Pietra Selva. Grupo Orme y Grupo Camaleonte.
- Rita e il Giudice: escrita y dirigida por Marco Artusi, interpretada por Evarossella Biolo. Debut en el Teatro Excelsior de Padua el 17/1/2020.